# Haakon Magnusson al Norvegiei
Haakon Magnusson - în norvegiană: Håkon Magnusson - (n. 1068 – d. februarie 1095, Dovrefjell⁠(d), Provincie a Norvegiei (fylke), Norvegia), poreclit Toresfostre, a fost regele Norvegiei din 1093 până în 1095. Haakon a fost recunoscut parțial în Norvegia iar domnia sa a fost de o importanță limitată.
El a fost nepotul regelui Harald al III-lea al Norvegiei, fiul lui Magnus și nepotul lui Olaf Kyrre.  Haakon s-a născut în aproximativ același timp când tatăl său a murit. El a fost crescut ca fiu adoptiv de Tore på Steig din Gudbrandsdalen la ferma Steig în Fron. În 1090, el a inteprins o expediție vikingă la Bjarmaland, astăzi în zona Arhanghelsk din nordul Rusiei.
După moartea lui Olaf el a fost numit rege al Norvegiei în Trondheim, în timp ce vărul său, Magnus al III-lea al Norvegiei a fost rege în Viken. Curând, acesta a intrat în conflict cu regele Magnus și războiul părea inevitabil. În 1095, Magnus a pregătit o acțiune armată împotriva lui Haakon, dar a fost surprins de poziția puternică detinută de vărul său. Când a aflat că Haakon a venit la Trondheim, el a traversat munții Dovrefjell. Haakon a murit brusc în timpul călătoriei iar Magnus a rămas regele unic al Norvegiei. 